# Hereroa hesperantha
Hereroa hesperantha är en isörtsväxtart som först beskrevs av Moritz Kurt Dinter, och fick sitt nu gällande namn av Moritz Kurt Dinter och Schwant. Hereroa hesperantha ingår i släktet Hereroa och familjen isörtsväxter. Inga underarter finns listade i Catalogue of Life.